# پرچم نیدرزاکسن
پرچم نیدرزاکسن در ۳ فوریه ۱۹۵۱ پذیرفته شد.